# Sussex (Huhn)
Das Sussex ist eine Haushuhnrasse, die erstmals zu Beginn des 19. Jahrhunderts in England (Sussex) gezüchtet wurde, wobei als Grundlage unter anderem das Cochin und das Brahma dienten.
Es ist ein sogenanntes „Zwiehuhn“. Das heißt, es ist sowohl ein gutes Masttier als auch ein ergiebiger Eierlieferant.

## Aussehen
Der Körper ist kastenförmig, fast schon viereckig. Es hat einen kurzen Hals und enganliegende Flügel.
Sussex-Hühner gibt es sowohl als mittelgroße bis große Rasse sowie als Zwergform. Es gibt zwei verschiedene Hauptrassen, die Weißen und die Roten. Beide besitzen bei optimalen Rassemerkmalen eine Grundfarbe (je nach Rasse rot oder weiß) und einen schwarzen Hals sowie einen schwarzen Schwanz.
Es sind noch folgende Farbschläge bekannt: silberweiß-columbia, rot-columbia, gelb-columbia, bunte und braune Sussex. Sussex-Hühner sind beliebte Haustiere.